# (708) Raphaela
(708) Raphaela – planetoida z pasa głównego asteroid okrążająca Słońce w ciągu 4 lat i 135 dni w średniej odległości 2,67 au. Została odkryta 3 lutego 1911 roku w Landessternwarte Heidelberg-Königstuhl w Heidelbergu przez Josepha Helffricha. Nazwa planetoidy pochodzi od Raphaela von Bischoffsheima, fundatora Observatoire de Nice. Przed nadaniem nazwy planetoida nosiła oznaczenie tymczasowe (708) 1911 LJ.